# Triosteum eamesii
Triosteum eamesii är en kaprifolväxtart som först beskrevs av Karl McKay Wiegand, och fick sitt nu gällande namn av A.Haines. Triosteum eamesii ingår i släktet feberrötter, och familjen kaprifolväxter. Inga underarter finns listade i Catalogue of Life.